# واکنشگر ناب استراکر
واکنشگر ناب استراکر (به انگلیسی: Stryker's reagent) با فرمول شیمیایی C۱۰۸H۹۶Cu۶P۶ یک ترکیب شیمیایی با شناسه پاب‌کم ۱۲۱۸۱۹۳۳ است. که جرم مولی آن ۱۹۶۱٫۰۳۶۴۰۶ g/mol می‌باشد.